# Marcello Mularoni
Marcello Mularoni (* 8. September 1998 in San Marino) ist ein san-marinesischer Fußballspieler.

## Karriere

### Verein
Von der San Marino Academy kommend, wechselte er erst zur Spielzeit 2016/17 zur ASD Savignanese sowie später zur Saison 2016/17 zu CBR Carli Pietracuta. Diese verliehen ihn dann zu SP La Fiorita, während er gleichzeitig auch an Tropical Coriano abgegeben wurde. So spielte er dann über die Laufzeit der Spielzeit 2020/21 bei La Fiorita und gewann hier mit dem Klub die Meisterschaft. Danach spielte er bis zum Ende der Saison 2022/23 bei Coriano und seitdem steht er nun bei SS Cosmos unter Vertrag.

### Nationalmannschaft
Nach der U17 und der U19 hatte er auch mit der U21 von San Marino über 2017 bis 2020 einige Einsätze in der Qualifikation für diverse Europameisterschaften.
Seinen ersten bekannten Einsatz für die A-Nationalmannschaft hatte er am 12. Oktober 2018 in der Nations League bei einer 0:2-Niederlage gegen Moldau, wo er auch in der Startelf stand. Nach ein paar weiteren Partien hier spielte er mit der Mannschaft dann auch in der Qualifikation für die Europameisterschaft 2020. Im Jahr 2020 gelang ihm mit seiner Mannschaft in der Nations League dann zwei Unentschieden zu erkämpfen.
Das darauffolgende Jahr war für ihn dann mit Einsätzen in der Qualifikation für die Weltmeisterschaft 2022 sowie ein paar Freundschaftsspielen verbunden. Nach der UEFA Nations League 2022/23 folgten für ihn ab Juni 2023 mehrere Einsätze in der Qualifikation für die Europameisterschaft 2024.